# セミナーラ
セミナーラ（イタリア語: Seminara）は、イタリア共和国カラブリア州レッジョ・カラブリア県にある、人口約2,700人の基礎自治体（コムーネ）。

## 地理

### 位置・広がり

#### 隣接コムーネ
隣接するコムーネは以下の通り。
バニャーラ・カーラブラ、 ジョイア・タウロ、 メリクッカ、 オッピド・マメルティーナ、 パルミ、 リッツィーコニ、 サン・プロコーピオ

## 行政

### 分離集落
セミナーラには、以下の分離集落（フラツィオーネ）がある。
- Barritteri, Sant'Anna di Seminara, Paparone, Pontevecchio, Garanta

## 歴史
第一次イタリア戦争中の1495年、当地においてフランス軍と、スペイン・ナポリ王国連合軍が戦った（セミナーラの戦い (Battle of Seminara) ）。スペイン軍は兵力においてまさったものの、重騎兵とスイス槍兵を主体とするフランス軍に敗北した。スペインの指揮官ゴンサロ・フェルナンデス・デ・コルドバは、この敗戦を機に軍制改革に着手し、のちにテルシオと呼ばれる編成に至る。
当地では1503年にもスペイン軍とフランス軍が衝突している (Battle of Seminara (1503)) 。